# سبز (میانه)
سبز یکی از روستاهای استان آذربایجان شرقی است که در دهستان قافلان‌کوه غربی بخش مرکزی شهرستان میانه واقع شده‌است. نام اصلی این روستا سبیز می‌باشد که به عنوان سبز شهرت دارد، روستای سبز یکی از بزرگترین روستای شهرستان میانه است. در مجاور این روستا، روستای ارباط می‌باشد.
روستای سبز به دلیل موقعیت جغرافیایی و همچنین وجود نیروی کار فراوان موقعیت خوبی برای توسعه و همچنین تبدیل شدن به شهر را داراست. امابعلت نبودحمایت ازسوی مسئولین این روستابه شهرتبدیل نمیشودهمچنین این روستابعد از روستای گلنگدرنزدیکترین روستابه شهرستان میانه می‌باشدیعنی حدود۵کیلومترازمرکزمیانه فاصله دارد. دارای بیش از 950 خانوار می‌باشد، این روستا امکانات رفاهی ورزشی ازقبیل (باشگاه بدنسازی وسالن فوتبال وغیره) رادارامی‌باشد.
علی رغم اینکه اخیرا در اکثر نقاط جهان بحث مهاجرت تیتر مهم و سرفصل اخبار ها است،روستای سبز و ارباط تقریبا به ازای جمعیتی که دارد ،حداقل از هر خانواده دو نفر به اروپا علی الخصوص انگستان مهاجرت کرده اند.

اصلی‌ترین مشخصه این روستا و صنایع دستی آن جارو و برنج  می‌باشد که شهرت کشوری به این روستا بخشیده است و درآمد بخش عمده‌ای از مردم این منطقه از این طریق تأمین می‌شود.این روستا  یک آب گرم که به (گول) مشهور است.که دارای خواص درمانی نیز میباشد که هر ساله افراد زیادی در فصل تابستان به آنجا مراجعه میکنند . و یک چشمه که در زبان محلی به آن (کهریز)می گویند . که یکی از شگفتیهای آن منطقه است ولی کسی توجهی به آن ندارد . ولی در گذشته ای دور شریان اصلی سه روستای سبیزارباط و دینکه بوده. که کمک شایانی به کشاورزی این روستا داشته است.ویکی از موقعیتهای منحصر به فرد این روستا مجاورت بارودخانه قزل اوزن میباشد . که در محل تلاقی دو رود قزل اوزن و رودخانه (قوری چایی)میباشد.و استعدادهای بالقوه فراوانی میباشد . که متاسفانه هنوز به بالفعل تبدیل نشده.

## مناطق دیدنی
مهمترین اثر دیدنی این روستا مزار سید مصطفی می‌باشد که علی‌رغم اینکه سال‌ها از رحلتش می‌گذرد ولی بیش از پیش مورد توجه اهالی معتقد منطقه می‌باشد و هر پنجشنبه صدها و شاید هزاران زائر از اهالی سبز و ارباط و شهر میانه و حتی سایر روستاهای شهرستان میانه برای زیارت و نذر و نیاز بر سر مزارش حاضر می‌شوند و با همت عالی توانسته‌اند زیارتگاه و حسینه‌ای در خور بر سر مزارش احداث کنند. سید مصطفی درسال۲۳/۹/۱۳۴۶ دار فانی را وداع گفتند.